# 버나 힐리

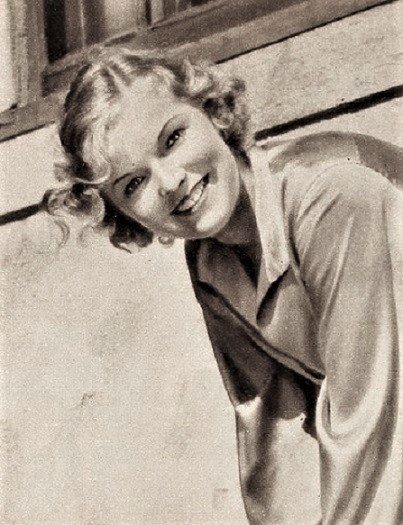

버나 힐리(Verna Hillie, 1914년 5월 5일 ~ 1997년 10월 3일)는 미국의 배우, 영화배우이다.
페어필드에서 사망하였다. 사인은 뇌졸중이다.

## 영화
- 하우스 오브 미스터리 (1934년)
- 맨 오브 더 포레스트 (1933년)
- 언더 더 톤토 림 (1933년)
- 식은 죽 먹기 (1933년)